# US Open 2009 - Quad singolare
Peter Norfolk ha battuto in finale per 6–3, 3–6, 6–3 David Wagner.

## Tabellone

### Legenda
| - Q = Qualificato - WC = Wild card - LL = Lucky loser | - ALT = Alternate - SE = Special Exempt - PR = Protected Ranking | - w/o = Walkover - r = Ritirato - d = Squalificato |

### Finali
|  | Finale        |               |   |   |   |  |
|  |               |               |   |   |   |  |
|  | Peter Norfolk | Peter Norfolk | 6 | 3 | 6 |  |
|  | David Wagner  | David Wagner  | 3 | 6 | 3 |  |

### Round Robin
|    |                 | Norfolk   | Andersson   | Wagner      | Taylor   | RR W–L | Set W–L | Game W–L | Standings |
|    | Peter Norfolk   |           | 6–4, 6–0    | Cancelled   | 6–1, 6–2 | 2-0    | 4-0     | 24-7     | 1         |
|    | Johan Andersson | 4–6, 0–6  |             | 2–6, 6(5)–7 | 4–6, 3–6 | 0-3    | 0-6     | 19-37    | 4         |
|    | David Wagner    | Cancelled | 6–2, 7–6(5) |             | 6–1, 6–1 | 2-0    | 4-0     | 25-10    | 2         |
| WC | Nicholas Taylor | 1–6, 2–6  | 6–4, 6–3    | 1–6, 1–6    |          | 1-2    | 2-4     | 17-31    | 3         |

La classifica viene stilata in base ai seguenti criteri: 1) Numero di vittorie; 2) Numero di partite giocate; 3) Scontri diretti (in caso di due giocatori pari merito ); 4) Percentuale di set vinti o di games vinti (in caso di tre giocatori pari merito ); 5) Decisione della commissione.